# هيرميس إيرنيستو دا فونسيكا
هيرميس إيرنيستو دا فونسيكا هو سياسي برازيلي، ولد في 1824 في Marechal Deodoro, Alagoas ‏ في البرازيل، وتوفي في 1891 في ريو دي جانيرو في البرازيل. انتخب governor of Bahia ‏.